# Улькен, Хильми Зия
Хильми Зия Улькен (3 октября 1901 — 5 июня 1974) — турецкий философ

.

## Биография
Родился в Стамбуле. В 1918 году окончил стамбульский лицей. В 1921 году — Стамбульский университет. Затем работал там же. Преподавал в ряде лицеев разных городов Турции. С 1933 года работал в Стамбульском университете